# ملانی مارتی
ملانی مارتی (به انگلیسی: Melanie Marti) ژیمناست زادهٔ ۳ ژوئن ۱۹۸۶ میلادی اهل کشور سوئیس است.